# Bellaguntha
Bellaguntha es una ciudad y  comité de área notificada situada en el distrito de Ganjam en el estado de Odisha (India). Su población es de 11297 habitantes (2011). Se encuentra a 145 km de Bhubaneswar.

## Demografía
Según el censo de 2011 la población de Bellaguntha era de 11297 habitantes, de los cuales 5664 eran hombres y 5633 eran mujeres. Bellaguntha tiene una tasa media de alfabetización del 80,83%, superior a la media estatal del 72,87%: la alfabetización masculina es del 87,38%, y la alfabetización femenina del 74,32%.